# Dinara Yuldasheva
Dinara Yuldasheva (en uzbeko: Dinara Yoʻldosheva/Динара Йўлдошева; Taskent, 11 de enero de 1952) es una dramaturga y directora de teatro uzbeka.

## Biografía
Dinara Yuldasheva nació el 1 de noviembre de 1952 en la ciudad de Taskent, en una familia de artistas. Su madre era Nazira Aliyeva, una artista honrada de Uzbekistán y profesora de oratoria escénica en el Instituto Estatal de Artes y Teatro de Uzbekistán. El padre de Dinara, Tahir Ismoilovich Yoldoshev, era profesor y especialista en teatro.
En 1974 se graduó en la Facultad de Crítica Teatral del Instituto de Arte y Teatro de Taskent. De 1983 a 1988 recibió formación especializada en el campo de los métodos de enseñanza en el Instituto Pedagógico Estatal de Taskent.
De 1976 a 1986 se desempeñó como jefa del departamento literario del Teatro Juvenil. En 1991 se convirtió en jefa del departamento literario del Teatro Dramático de la República y desde 2008 trabajó como directora y directora de escena. A partir de 2019 ocupó el cargo de directora en jefe del Teatro Dramático del Estado.

## Actuaciones escenificadas
- “Quvnoq Balagʻanchiq” (año 1997)
- “Kichik gugurtchi qiz”(año 2001)[4][5][6]
- “Yana Andersen” (año 2002)
- “Kim mushuk boʻldi?” (año 2002)
- “Shelkunchik” (año 2008)
- “Qizil qalpoqcha“(año 2008)[7]
- “Yulduzli bola” (año 2008)
- “Semurgʻ” (año 2009)
- "Soya" (año 2010)[8]
- “Eh, bu Xoʻja Nasriddin” (año 2011)
- “Baxram merosi” (año 2012)
- "Dyumcha" (año 2014)[5][8]
- “Oʻyinqaro quyoncha” (año 2015)
- "Quyosh va qor odamlari" (año 2016)[4]
- "Soya" (año 2017)[4][5][7][9]
- "Qani olgʻa Misik!" (año 2017)
- “Mazl va Shlimazl” (año 2019)

## Familia
El marido de Dinara, el entusiasta del teatro Tohir Yuldashev, comenzó su carrera en el Instituto de Artes de Uzbekistán y defendió su título académico en 1984. Ocupó varios cargos destacados, incluido el de primer secretario de Bernard Kariyev, jefe del Sindicato de Trabajadores del Teatro y jefe del departamento de trabajo creativo. Trabajó como director en el Teatro Juvenil de Uzbekistán, fue director del Centro Cultural Nacional de la República y luego regresó al Instituto de Artes. A partir de 2007 trabajó a tiempo parcial en la Escuela Superior Nacional de Danza y Coreografía. Tras jubilarse, asumió el cargo de jefe del Departamento de Teoría e Historia del Arte. Tiene dos nietas, Renata y Dinara.